# Castel-Sarrazin
Castel-Sarrazin é uma comuna francesa na região administrativa da Nova Aquitânia, no departamento Landes. Estende-se por uma área de 12,1 km². Em 2010 a comuna tinha 570 habitantes (densidade: 47,1 hab./km²).